# Baby Talk
Unter Baby Talk oder Motherese (Aussprache [ˈmʌðəɹiːz]; engl.), fachsprachlich Infant-directed speech, auch Ammensprache, Kinder- oder Babysprache oder umgangssprachlich „Mutterisch“ oder „Elterisch“ genannt, versteht man eine Varietät einer Sprache, die bevorzugt gegenüber Säuglingen und Kleinkindern gebraucht wird. Baby Talk gilt als etablierter Begriff der Kindersprachenforschung für ein kulturübergreifendes Phänomen als eine Form universalen Sprechhandelns. Daraus abgeleitet wurde der Ausdruck secondary baby talk für den Sprachgebrauch, der insbesondere von Pflegepersonal gegenüber älteren und pflegebedürftigen Menschen angewendet wird.
Auch bei Delphinen wurden eine ähnliche Änderung der Stimmlage gegenüber ihres Nachwuchses beobachtet, wie sie bei Menschen gegenüber Kindern vorkommt.

## Eigenschaften
Nach Barbara Zollinger hat Baby Talk oder Motherese eine kommunikative und sprachlernende Funktion, die den Spracherwerb unterstützt. Sie ist durch Nachahmung und Expansion, interaktionsfördernde Fragestellungen, Hier- und Jetzt-Gespräche, syntaktische Einfachheit, eine aufmerksamkeitserzeugende Prosodie und Intonation sowie ein vermindertes Sprechtempo gekennzeichnet. Auch neuere Studien belegen, dass Babys so schneller sprechen lernen.
Nach Jürgen Dittmann zeichnet sich Ammensprache aus durch eine „hohe Tonlage, deutliches Sprechen, übertriebene Satzmelodie, Pausen zwischen den einzelnen Phrasen, Betonung besonders wichtiger Wörter, Wiederholungen und Vermeidung komplizierter Sätze“ (Dittmann 2002) und wird – unter Umständen mit fehlenden Modifikationen wie einer hohen Stimme – auch gegenüber Ausländern, geistig Behinderten, alten Menschen sowie (kleineren) Haustieren angewandt.
Sie ist hauptsächlich durch eine im Vergleich zur Standardsprache überzeichnete Artikulation gekennzeichnet, die die Segmentierung des Sprechstroms in distinktive Einheiten für das Kind transparenter machen kann, indem etwa die Tonhöhe heraufgesetzt wird und die Ausschläge der Tonhöhe im Tonhöhenverlauf überzogen werden. Komplexe syntaktische Strukturen werden vermieden und der Wortschatz ist reduziert. Es ist auch möglich, dass sich die Sprecher in verschiedenen Aspekten der sprachlichen Performanz des Kindes anpassen, z. B. die Silbenreduplikation aufgreifen.
Auf der anderen Seite wird von Teilen der Fachleute auch die These vertreten, dass ausgeprägte Motherese Kinder in ihrem natürlichen Drang hemmt, die Welt der Erwachsenen samt ihrer Sprache kennenzulernen. Die Verwendung der „Babysprache“ von Erwachsenen ist demnach keine uneingeschränkte Universalie.